# Ledinec Gornji
Ledinec Gornji naselje je u općini Beretinec u Varaždinskoj županiji u   Hrvatskoj.

## Povijest
Do teritorijalnog preustroja Hrvatske bio je u sastavu stare općine Varaždin. Kao samostalno naselje Ledinec Gornji javlja se od popisa stanovništva 2011. godine. Nastalo je odvajanjem dijela naselja Ledinec.

## Stanovništvo
Pri popisu stanovništva 2021. godine Ledinec Gornji imao je 179 stanovnika.

| broj stanovnika | 196   | 179   |
|                 | 2011. | 2021. |